# عبد الله البلنسي
أبو مروان عبد الله بن عبد الرحمن الداخل المعروف بلقب عبد الله البلنسي (توفي في 208 هـ)، هو أحد أبناء عبد الرحمن الداخل مؤسس الدولة الأموية في الأندلس، الذي ثار على خلفاء أبيه بداية من أخيه هشام الرضا فابن أخيه الحكم الربضي ثم حفيد أخيه عبد الرحمن الأوسط.
حين حضرت أباه الوفاة، أوصاه بأخذ البيعة لأخيه هشام الذي كان حينها واليًا لأبيه على ماردة، وهو ما لم يرض به أخاهم الأكبر سليمان، الذي دعا لنفسه في طليطلة مقر ولايته. ما لبث أن لحق عبد الله البلنسي بأخيه سليمان في طليطلة، فبعث هشام بجيش إلى طليطلة لإخماد ثورتيهما، وهزمهما. فر سليمان إلى كورة تدمير، وآثر البلنسي العودة إلى قرطبة وطلب العفو من هشام فعفا عنه. ثم بعث هشام بجيش بقيادة ولده معاوية، لمطاردة أخيه سليمان، فإضطر سليمان لطلب العفو والأمان، فأجابه هشام إلى ذلك على أن يعبر ببنيه إلى المغرب، ثم لحق به البلنسي لينتهي بذلك تمرد الأخوين عام 174 هـ.
وفي عام 181 هـ، استغل سليمان وعبد الله وفاة هشام الرضا، وتسللا عائدين إلى الأندلس، وتواصلا مع الثائرين في الثغر الأعلى. كما تحالف البلنسي مع عبيدة بن حميد الثائر في طليطلة. استطاع الحكم بالمكيدة أن يخمد ثورة طليطلة. لم يكتفِ البلنسي بالتحالف مع الثائرين في الداخل، بل عبر البلنسي جبال البرانس ليطلب دعم شارلمان، الذي بعث جيشًا بقيادة ابنه لويس استولى به على مدينة جرندة.
خلال ذلك كان سليمان بن عبد الرحمن قد جمع الجموع لمحاربة الحكم بن هشام، فانضم إليه البلنسي، وحاربا الحكم في إستجة وجيان وإلبيرة، بين عامي 182 هـ - 184 هـ، إلا أنهما هزما فيها جميعًا، إلى أن ظفر الحكم بعمه سليمان أسيرًا، فأمر بقتله عام 184 هـ. استطاع البلنسي الفرار إلى عام 186 هـ، حيث طلب الأمان من الحكم، فأمنه على أن يقيم ببنيه في بلنسية، وزوّج الحكم ابن عمه عبيد الله بن البلنسي من إحدى شقيقاته.
وفي عام 196 هـ، أرسل الحكم جيشًا بقيادة عمه عبد الله البلنسي لغزو قسطلونة، فهاجم برشلونة، ولكن دون أن يفتحها. بعد وفاة الحكم في 26 ذي الحجة 206 هـ، احتل البلنسي كورة تدمير مطالبًا إقطاعها له، إلا أن المنية عاجلته، فتوفي عام 208 هـ.